# 長宗我部康豐
長宗我部康豐（日语：／ Chōsokabe Yasutoyo，1599年—？）是日本江戶時代初期的武將。通稱信九郎、民部。他是土佐的战国大名長宗我部元親的六子(最小的兒子)

## 生涯
慶長4年（1599年）出生，長宗我部氏没落後在大阪之陣中跟隨兄長長宗我部盛親，于大阪城陷落後成功脱出。後來改名為足立七左衛門，並效力於酒井忠利，被賜封1500石，後來他的子孫成為了5000石的重臣。